# Рыцари на колёсах
«Рыцари на колёсах» (англ.  Knightriders) — приключенческая драма 1981 года режиссёра Джорджа Ромеро с Эдом Харрисом и Гэри Лахти в главных ролях.

## Тэглайн фильма
The Games…The Romance… The Spirit…Camelot is a state of mind

## Сюжет
Герои этой картины — байкеры-изгои разного возраста и разного социального происхождения. Из года в год они странствуют по провинциальной Америке и показывают сцены из средневековых рыцарских романов. У этих людей настоящие боевые доспехи и профессиональное турнирное снаряжение, но в отличие от древних времён, когда турниры проходили на лошадях, сейчас поединки проходят на мотоциклах, и их верных стальных коней им уже давно делают на лучших японских заводах. Людям со стороны кажется, что все поступки этих рыцарей совершаются только для того, чтобы заработать денег и повеселить толпу, но только посвящённые знают о том, что здесь всё уже давно на полном серьёзе.
Лидер Наездников Король Билли уже давно потерял связь с реальностью и повторяет раз за разом все ошибки сервантесовского Дон Кихота. Билли слишком непреклонный, слишком принципиальный, слишком настоящий. После очередного конфликта с полицией, которой Король запретил давать взятку даже после ареста одного из своих людей, многим стало понятно, что с Билли у них нет спокойного будущего. Чёрный Рыцарь Морган собирает группу единомышленников и уходит из табора в поисках славы и народного признания. Очень скоро он понимает, что всё это даётся ему слишком дорогой ценой.

## В ролях
- Эд Харрис — Билли
- Гари Лахти — Элан
- Том Савини — Морган
- Эми Ингерсолл — Линет
- Патриша Толлман — Джули
- Кристин Форрест — Энджи
- Скотт Рейнигер — Мархальт
- Кен Фори — Малыш Джон
- Джозеф Пилато — недовольный рабочий
- Тасо Ставракис — Эвейн